# Dværgara
Dværgara (latin: Ara severus) er en papegøje, der lever i Sydamerikas nordlige halvdel.